# Az Oregon Ducks és a Washington Huskies amerikaifutball-mérkőzéssorozata

Az Oregon Ducks logója

A Washington Huskies logója

Az Oregon Ducks és a Washington Huskies amerikaifutball-mérkőzéssorozata (becenevén Border War) az Oregoni Egyetem és a Washingtoni Egyetem amerikaifutball-csapatai közötti rivalizálás. Az első mérkőzést 1900-ban játszották.

## Története

### Kezdetek
1900-ben a Ducks 43–0-val vezetett a Huskies előtt.
1948-ban a Webfoots (a mai Oregon Ducks) és a California Golden Bears is veretlenül zárta a szezont; a konferenciában a Ducks 7, a Golden Bears 6 győzelmet szerzett, a végső győztes a Rose Bowlra jutott ki. A Pacific Coast Conference szabályai szerint döntetlen esetén az intézmények választják ki a győztest; mindenki úgy gondolta, hogy a Ducks lesz az, de a Golden Bearsre esett a választás. Az 1948-as szezonban a konferencia engedte, hogy a Ducks a Cotton Bowlon játszhasson.

### 1950-es és 1960-as évek
1951-ben a Huskies 63–6-tal győzött; akkoriban ez volt a legaránytalanabb eredmény.

### 1970-es és 1980-as évek
1973-ban a Ducks a Huskiest 58–0-ra legyőzték; az 1974-es mérkőzésen a Huskies nyert 66–0-ra. 1974 és 1986 között a Huskies 13 mérkőzésből 12-t megnyert.

### 1990-től
1995-ben a Huskies vezetőedzője, Jim Lambright lobbizott azért, hogy a Cotton Bowlon ők játszhassanak a Ducks helyett; Bud Withers, a Seattle Post-Intelligencer újságírója szerint ezzel „a Ducks szurkolóinak további fél évszázadra elég utálatra adott okot”.
Az 1996-os Cotton Bowlon Rick Neuheisel, a Colorado Buffaloes (és később a Huskies) vezetőedzője az utolsó öt percben hamis puntot jelzett, továbbá Mike Bellottit, a Ducks edzőjét megvádolták, hogy a félidőben toborzásért jelentette Neuheiselt. A rivalizálás tovább éleződött, amikor a 2002-es győzelem után Neuheisel az Autzen Stadion közepén lévő O betűben ugrált. A Pac-10 menetrendje miatt a mérkőzést 2001-ben nem rendezték meg.
2004 és 2015 között a Ducks 12 mérkőzést nyert, ez a leghosszabb győzelemsorozat. A 2020-as játék a Covid19-pandémia miatt elmaradt.

## Jelentős események

### „The Pick”
1994-ben Kenny Wheaton quarterback a Damon Huardtól elvett labdát egy percen belüli touchdownnal 89 méterrel visszadobta, ezzel megszakítva a Ducks ötmérkőzéses vereségsorozatát, és elérve 1957 óta első konferenciabajnoki címét (továbbá kijutottak a Rose Bowlra). Az Autzen Stadionban játszott mérkőzések előtt visszajátsszák a jelenetet.

### „The Streak”
Az Oregon Ducks a 2004 és 2015 közötti tizenöt játék mindegyikét megnyerte, emellett két nemzeti bajnokságon is részt vettek, négyszer voltak konferencia- és kétszer Rose Bowl-bajnokok, egyszer pedig megnyerték a Hesiman-trófeát.

### „The Point” és a 70 pontos győzelem
A 2016-os mérkőzés a Huskies 70–21-es győzelmével zárult (a Texas Longhorns elleni 1941-es mérkőzésen 71–7-tel kaptak ki); a szezon végi 4–8-as eredmény miatt Mark Helfrich edzőt kirúgták. A mérkőzés utolsó pontját szerző Jake Browning a gólvonalon rámutatott Jimmie Swain linebackerre; ez a mozdulat „The Point” néven híresült el.

### A tíz legjobb között
2023 volt az első év, amikor a Ducks és a Huskies is a tíz legjobb csapat között volt. A telt házas Husky Stadionban a sorozat legjobbjának tartott mérkőzésen a Huskies nyert 36–33-ra.

### Az utolsó Pac-12-bajnokság
Az NCAA divízióbeli átszervezése miatt a Pac-12 Conference felbomlott, utolsó bajnokságát 2023-ban játszották, ahol a Huskies 34–31-gyel győzött. Az év játékosa Michael Penix Jr. lett.

## Eredmények
A zöld cellák az Oregon Ducks, a lilák a Washington Huskies győzelmét jelzik, a szürkék pedig a döntetlent.
| Dátum                | Város    | Eredmény |
| -------------------- | -------- | -------- |
| 1900. december 1.    | Eugene   | 43–0     |
| 1903. november 14.   | Seattle  | 6–5      |
| 1904. november 12.   | Eugene   | 18–0     |
| 1905. november 18.   | Eugene   | 12–12    |
| 1906. november 20.   | Eugene   | 16–6     |
| 1907. november 16.   | Seattle  | 6–0      |
| 1908. november 14.   | Eugene   | 15–0     |
| 1909. november 25.   | Seattle  | 20–6     |
| 1911. november 18.   | Portland | 29–3     |
| 1912. november 16.   | Seattle  | 30–14    |
| 1913. november 15.   | Portland | 10–7     |
| 1914. november 14.   | Seattle  | 10–0     |
| 1916. november 4.    | Eugene   | 0–0      |
| 1918. november 30.   | Eugene   | 7–0      |
| 1919. november 1.    | Seattle  | 24–13    |
| 1920. november 13.   | Eugene   | 17–0     |
| 1922. november 30.   | Seattle  | 3–3      |
| 1923. december 1.    | Seattle  | 26–7     |
| 1924. november 1.    | Eugene   | 7–3      |
| 1925. november 26.   | Seattle  | 15–14    |
| 1926. október 9.     | Portland | 23–9     |
| 1927. november 24.   | Seattle  | 7–0      |
| 1928. október 20.    | Portland | 27–0     |
| 1929. október 26.    | Seattle  | 14–0     |
| 1930. október 18.    | Portland | 7–0      |
| 1931. október 10.    | Seattle  | 13–0     |
| 1932. október 8.     | Portland | 0–0      |
| 1933. október 14.    | Seattle  | 6–0      |
| 1934. október 13.    | Portland | 16–6     |
| 1935. november 23.   | Seattle  | 7–6      |
| 1936. október 31.    | Portland | 7–0      |
| 1937. november 20.   | Seattle  | 14–0     |
| 1938. november 18.   | Portland | 3–0      |
| 1939. november 23.   | Seattle  | 20–13    |
| 1940. október 12.    | Portland | 10–0     |
| 1941. november 22.   | Seattle  | 19–16    |
| 1942. október 10.    | Portland | 15–7     |
| 1945. szeptember 29. | Seattle  | 20–6     |
| 1945. november 3.    | Portland | 7–0      |
| 1946. november 16.   | Seattle  | 16–0     |
| 1947. október 18.    | Portland | 6–0      |
| 1948. november 6.    | Seattle  | 13–7     |
| 1949. november 5.    | Portland | 28–7     |
| 1950. november 11.   | Seattle  | 27–13    |
| 1951. október 13.    | Portland | 63–6     |
| 1952. október 18.    | Seattle  | 49–0     |
| 1953. október 17.    | Portland | 14–6     |
| 1954. október 30.    | Seattle  | 26–7     |
| 1955. október 1.     | Portland | 19–7     |
| 1956. október 13.    | Seattle  | 20–7     |
| 1957. november 9.    | Portland | 13–6     |
| 1958. november 1.    | Seattle  | 6–0      |
| 1959. október 24.    | Portland | 13–12    |
| 1960. október 29.    | Seattle  | 7–6      |
| 1961. október 28.    | Portland | 7–6      |
| 1962. október 27.    | Seattle  | 21–21    |
| 1963. október 26.    | Portland | 26–19    |
| 1964. október 24.    | Seattle  | 7–0      |
| 1965. október 23.    | Portland | 24–0     |

| Dátum                | Város    | Eredmény         |
| -------------------- | -------- | ---------------- |
| 1966. október 22.    | Seattle  | 10–7             |
| 1967. október 14.    | Eugene   | 26–0             |
| 1968. október 12.    | Seattle  | 3–0              |
| 1969. október 25.    | Eugene   | 22–7             |
| 1970. október 31.    | Seattle  | 25–23            |
| 1971. október 16.    | Eugene   | 23–21            |
| 1972. október 7.     | Seattle  | 23–17            |
| 1973. október 27.    | Eugene   | 58–0             |
| 1974. október 26.    | Seattle  | 66–0             |
| 1975. október 4.     | Eugene   | 27–17            |
| 1976. október 23.    | Seattle  | 14–7             |
| 1977. október 8.     | Eugene   | 54–0             |
| 1978. október 21.    | Seattle  | 20–14            |
| 1979. szeptember 22. | Eugene   | 21–17            |
| 1980. szeptember 27. | Seattle  | 34–10            |
| 1981. szeptember 26. | Eugene   | 17–3             |
| 1982. szeptember 25. | Seattle  | 37–21            |
| 1983. október 22.    | Eugene   | 32–3             |
| 1984. október 20.    | Seattle  | 17–3             |
| 1985. október 5.     | Eugene   | 19–13            |
| 1986. október 25.    | Seattle  | 38–3             |
| 1987. október 3.     | Eugene   | 29–22            |
| 1988. október 22.    | Eugene   | 17–14            |
| 1989. október 14.    | Seattle  | 20–14            |
| 1990. október 13.    | Seattle  | 38–17            |
| 1991. október 26.    | Seattle  | 29–7             |
| 1992. október 17.    | Eugene   | 24–3             |
| 1993. október 23.    | Seattle  | 21–6             |
| 1994. október 22.    | Eugene   | 31–20            |
| 1995. november 4.    | Seattle  | 24–22            |
| 1996. október 26.    | Eugene   | 33–14            |
| 1997. november 8.    | Seattle  | 31–28            |
| 1998. november 7.    | Eugene   | 27–22            |
| 1999. október 2.     | Seattle  | 34–20            |
| 2000. szeptember 30. | Eugene   | 23–16            |
| 2002. november 16.   | Eugene   | 42–14            |
| 2003. november 1.    | Seattle  | 42–10            |
| 2004. október 30.    | Eugene   | 31–6             |
| 2005. október 15.    | Eugene   | 45–21            |
| 2006. november 4.    | Eugene   | 34–14            |
| 2007. október 20.    | Seattle  | 55–34            |
| 2008. augusztus 30.  | Eugene   | 44–10            |
| 2009. október 24.    | Seattle  | 43–19            |
| 2010. november 6.    | Eugene   | 53–16            |
| 2011. november 5.    | Seattle  | 34–17            |
| 2012. október 6.     | Eugene   | 52–21            |
| 2013. október 12.    | Seattle  | 45–24            |
| 2014. október 18.    | Eugene   | 45–20            |
| 2015. október 17.    | Seattle  | 26–20            |
| 2016. október 8.     | Eugene   | 70–21            |
| 2017. november 4.    | Seattle  | 38–3             |
| 2018. október 13.    | Eugene   | 30–27            |
| 2019. október 19.    | Seattle  | 35–31            |
| 2021. november 6.    | Seattle  | 26–16            |
| 2022. november 22.   | Eugene   | 37–34            |
| 2023. október 14.    | Seattle  | 36–33            |
| 2023. december 1.    | Paradise | 34–31            |
| 2024. november 30.   | Eugene   | Jövőbeli esemény |
| Eredmény: 63–48–5    |          |                  |

### Eredmények helyszín szerint
| Állam      | Város    | Játékszám | Győzelem | Győzelem | Döntetlen | Évek                 |
| ---------- | -------- | --------- | -------- | -------- | --------- | -------------------- |
| Washington | Seattle  | 56        | 33       | 21       | 2         | 1903–                |
| Oregon     | Eugene   | 37        | 13       | 22       | 2         | 1900–1924, 1967–     |
| Oregon     | Portland | 22        | 16       | 5        | 1         | 1911–1913, 1926–1965 |
| Nevada     | Paradise | 1         | 1        | 0        | 0         | 2023                 |

## Edzők 1945 óta
| Edző            | Szezon(ok) | Játékszám | Győzelem | Vereség | Döntetlen | Arány |
| --------------- | ---------- | --------- | -------- | ------- | --------- | ----- |
| Tex Oliver      | 1945–46    | 3         | 0        | 3       | 0         | .000  |
| Jim Aiken       | 1947–50    | 4         | 2        | 2       | 0         | .500  |
| Len Casanova    | 1951–1966  | 16        | 3        | 12      | 1         | .219  |
| Jerry Frei      | 1967–71    | 5         | 3        | 2       | 0         | .600  |
| Dick Enright    | 1972–73    | 2         | 1        | 1       | 0         | .500  |
| Don Read        | 1974–76    | 3         | 1        | 2       | 0         | .333  |
| Rich Brooks     | 1977–94    | 18        | 4        | 14      | 0         | .222  |
| Mike Bellotti   | 1995–2008  | 13        | 9        | 4       | 0         | .692  |
| Chip Kelly      | 2009–12    | 4         | 4        | 0       | –         | 1.000 |
| Mark Helfrich   | 2013–16    | 4         | 3        | 1       | –         | .750  |
| Willie Taggart  | 2017       | 1         | 0        | 1       | –         | .000  |
| Mario Cristobal | 2018–21    | 3         | 3        | 0       | –         | 1.000 |
| Dan Lanning     | 2022–      | 3         | 0        | 3       | –         | .000  |
| Forrás:         |            |           |          |         |           |       |

| Edző              | Szezon(ok) | Játékszám | Győzelem | Vereség | Döntetlen | Arány |
| ----------------- | ---------- | --------- | -------- | ------- | --------- | ----- |
| Ralph Welch       | 1945–47    | 4         | 3        | 1       | 0         | .750  |
| Howard Odell      | 1948–52    | 5         | 4        | 1       | 0         | .800  |
| John Cherberg     | 1953–55    | 3         | 2        | 1       | 0         | 0.667 |
| Darrell Royal     | 1956       | 1         | 1        | 0       | 0         | 1.000 |
| Jim Owens         | 1957–74    | 18        | 11       | 6       | 1         | .639  |
| Don James         | 1975–92    | 18        | 15       | 3       | 0         | .833  |
| Jim Lambright     | 1993–98    | 6         | 2        | 4       | 0         | .333  |
| Rick Neuheisel    | 1999–2002  | 3         | 2        | 1       | –         | .667  |
| Keith Gilbertson  | 2003–04    | 2         | 1        | 1       | –         | .500  |
| Tyrone Willingham | 2005–08    | 4         | 0        | 4       | –         | .000  |
| Steve Sarkisian   | 2009–13    | 5         | 0        | 5       | –         | .000  |
| Chris Petersen    | 2014–19    | 6         | 2        | 4       | –         | .333  |
| Jimmy Lake        | 2020–21    | 1         | 0        | 1       | –         | .000  |
| Kalen DeBoer      | 2022–23    | 3         | 3        | 0       | –         | 1.000 |
| Jedd Fisch        | 2024–      | 0         | 0        | 0       | –         | –     |
| Forrás:           |            |           |          |         |           |       |

- Az utolsó döntetlen 1962-ben volt, az I-A divízióban 1996-ban bevezették a hosszabbítást
- 1945-ben kettő, 2001-ben pedig egy mérkőzést sem rendeztek; a 2020-as játék a Covid19 miatt elmaradt

## Fordítás
- Ez a szócikk részben vagy egészben  az   Oregon–Washington football rivalry című angol Wikipédia-szócikk ezen változatának fordításán alapul.  Az eredeti cikk szerkesztőit annak laptörténete sorolja fel. Ez a jelzés csupán a megfogalmazás eredetét és a szerzői jogokat jelzi, nem szolgál a cikkben szereplő információk forrásmegjelöléseként.